# Antonina Szukiewicz

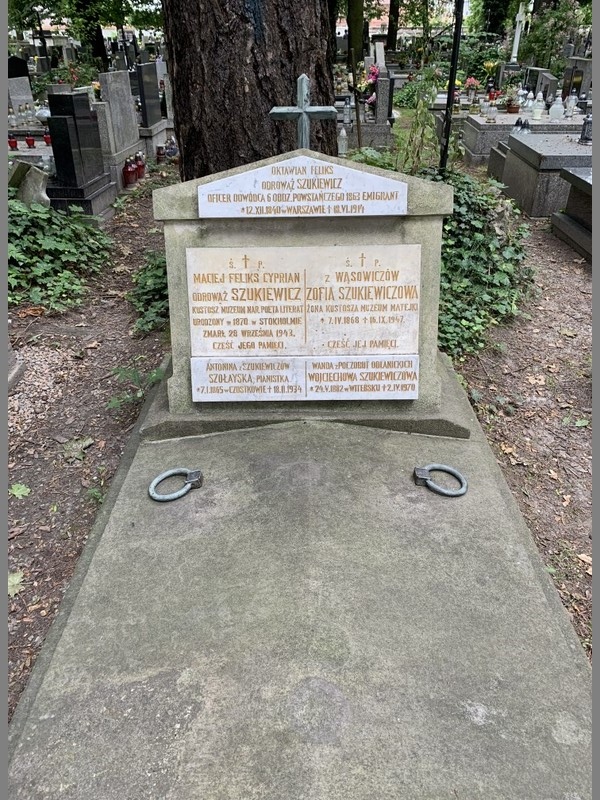
Grób Rodziny Oktawiana Feliksa Odrowąż Szukiewicza i jego dzieci Macieja i Antoniny na cmentarzu Rakowickim w Krakowie

Antonina Szukiewicz herbu Odrowąż (ur. 7 stycznia 1865 w Czostkowie w pow. suwalskim, zm. 18 lutego 1934 w Krakowie) – polska pianistka okresu Młodej Polski.

## Życiorys
Urodziła się w Czostkowie w pow. suwalskim, jako najstarsza z trojga dzieci Feliksa i Bronisławy (z domu Malinowskiej). Siostra Wojciecha Szukiewicza (ur. 26 stycznia 1867 w Sztokholmie, zm. w październiku 1944) – publicysty, działacza społecznego i emigracyjnego. Siostra Macieja Szukiewicza (ur. 13 maja 1870 w Sztokholmie, zm. 28 września 1943 w Krakowie) – poety, prozaika, dramaturga, kustosza Muzeum Narodowego i Domu Jana Matejki w Krakowie.
Wyszła za mąż za doktora nauk prawniczych Alfreda Starża Szołayskiego. Urodziła dwie córki – Janinę (ur. 17.01.1903 w Krakowie, zm. 25.03.1973 w Krakowie) i Zofię Gabryielę (ur. 13.09.1905 w Krakowie, zm. 24.01.1940). Została pochowana w grobowcu rodziny Szukiewiczów na cmentarzu Rakowickim w Krakowie.
Pobierała naukę gry na fortepianie u znanego i cenionego w świecie profesora Teodora Leszetyckiego (Theodora Leschetizky'ego) w Wiedniu.